# Kamniška partizanska četa
Kamniška partizanska četa (tudi Kamniška četa) je bila slovenska partizanska četa med drugo svetovno vojno.
Četa je bila ustanovljena na Rašici 17. avgusta 1941 ob preoblikovanju Kamniškega bataljona. Jedro čete so sestavljali borci kamniške in dupliške bojne skupine, ki so sodelovali v vstaji 27. julija na kamniškem. Ob ustanovitvi je imela četa 23 borcev. Iz konspiriranih partizanskih taborišč v gozdovih v okolici Tunjic je četa, katere komandir je bil Rudi Boljka, politični komisar pa Stanko Grilj na akcije v okolico Kamnika in Tuhinjsko dolino. Po prvih uspešnih akcijah jo je nemški 171. rezervni polisijski bataljon 24. avgusta 1941 pri Tunjicah napadel in razbil.